# Michel-Rolph Trouillot
Michel-Rolph Trouillot (Puerto Príncipe, Haití, 26 de noviembre de 1949-Chicago, Estados Unidos, 5 de julio de 2012.) fue un académico, antropólogo y profesor universitario haitiano-estadounidense, reconocido por su trabajo en las áreas de Antropología, Historia y de Ciencias Sociales en la Universidad de Chicago. Sus investigaciones resultaron en libros de circulación académica, como Open the Social Science (1990), Silenciando el pasado: El poder y la producción de la Historia (1995) y Global Transformations (2003). En su obra abordó problemas y casos de estudio relacionados con la historia de las Ciencias Sociales y su desarrollo en las academias universitarias, los procesos de producción de conocimiento (particularmente en lo relacionado con el análisis histórico), y la historia de las repúblicas del Caribe y de la diáspora afrocaribeña en los Estados Unidos

## Biografía

### Primeros años de vida
Trouillot nació el 26 de noviembre de 1949 en Puerto Príncipe, Haití, en el seno de una familia de intelectuales, académicos y un juez. Su padre, Ernst Trouillot, abogado y profesor de un prestigioso liceo, condujo un programa de televisión sobre la historia de Haití durante varios años. Su tío, Henock Trouillot, fue director del Archivo Nacional de Haití, además de ser un prolífico escritor e historiador público. Su familia también tenía una mentalidad política: la madrastra de Trouillot, Ertha Pascal-Trouillot, una reconocida abogada y jueza, fue nombrada presidenta interina en 1990 cuando el país se estabilizaba y preparaba para las elecciones democráticas.
La vida de Trouillot estuvo marcada por la experiencia personal de la inmigración y el exilio. Antes de comenzar sus estudios académicos, fue activista y se involucró en protestas políticas contra la dinastía Duvalier en Haití y contra el trato del gobierno estadounidense a los inmigrantes haitianos indocumentados. En 1968, Trouillot salió de Haití como parte de la gran ola de activistas estudiantiles que huían de la represión de la dictadura de Duvalier.
En 1971, Trouillot encontró refugio con una tía empobrecida, residente en Brooklyn, Nueva York. En esta ciudad, su familia vivía en un sótano y dormía en el suelo. Allí, Trouillot comenzó los ensayos para una compañía de teatro pertenecientes a haitianos en el exilio, llamado Tanbou Libète ("Tambor de la libertad"); estaba convencido de que el teatro podía usarse para instigar el cambio social y alterar el curso de la política. En 1978, se encontró de nuevo con su tía en Park Slope, Brooklyn, y completó una licenciatura en historia y cultura del Caribe en Brooklyn College mientras trabajaba como taxista y participaba en el activismo político y cultural de la diáspora haitiana. En 1978, Trouillot dejó Brooklyn para inscribirse en el programa de antropología de la Universidad Johns Hopkins, donde completó su doctorado y comenzó su carrera como antropólogo.

### Vida académica
En 1998, Trouillot se unió a la facultad de la Universidad de Chicago después de servir como Profesor Distinguido de Antropología Krieger/Eisenhower y director del Instituto de Estudios Globales en Cultura, Poder e Historia en la Universidad Johns Hopkins. Fue una de las voces más originales, disciplinadas, innovadoras y reflexivas de la academia en la década de 1990; sus marcos teóricos y estudios de caso ampliaron el acervo de conocimiento de las ciencias sociales sobre el Caribe y sus escritos influyeron en los estudiosos de campos como la antropología, la sociología, la historia y los estudios caribeños.Como explica en Global Transformations (2003), veía el trabajo académico como algo más que una simple búsqueda de hechos: "Lo que quiero saber en este caso nunca es simplemente un hecho empírico, y mucho menos lo que podría aprender de otra persona, de un libro, por ejemplo. Es el conocimiento que quiero producir. Es lo que quiero decir sobre este tema, este sitio, esta gente, las 'preguntas candentes' que quiero compartir incluso conmigo mismo como interlocutor".
En los últimos días de su vida académica, se retiró debido a una enfermedad crónica. Trouillot murió en su casa de Chicago en 2012, después de una lucha que duró una década para recuperarse de un aneurisma cerebral . Tenía 62 años. Se dijo en el documental "Exterminar a todos los brutos" que le fue instalado un marcapasos defectuoso en el corazón, pero esto se descubrió demasiado tarde. Debido a esto, Trouillot murió mientras dormía.

## Publicaciones
Trouillot fue autor y coautor de varios libros. Como activista y estudiante universitario, publicó en 1977 el primer libro de no ficción en criollo haitiano, Ti difé boulé sou istwa Ayiti (Un pequeño fuego que arde sobre la historia de Haití), que ofrece nuevas interpretaciones sobre la historia de Haití. Su disertación, que luego se convirtió en su segundo libro, Peasants and Capital: Dominica in the World Economy (1988), se centró en cómo los campesinos de Dominica enfrentaron las transformaciones de la industria bananera mundial.En 1990, publicó Les racines historiques de l'état duvaliérien, que luego apareció en inglés como Haiti: State Against Nation. The Origins and Legacies of Duvalierism, que fue un libro importante con respecto a la represión y el legado en los estudios afrocaribeños. Además, en 1995, Trouillot publicó Silencing the Past: Power and the Production of History, que se ha convertido en un texto fundamental tanto para los estudios como para la historia de Haití. En 1996, formó parte de un distinguido grupo internacional de académicos que publicó Open the Social Sciences, que rastrea la historia de las ciencias sociales, describe los debates recientes que las rodean y discute de qué manera podrían reestructurarse inteligentemente. Finalmente, en 2003, con Global Transformations: Anthropology and the Modern World, examina los fundamentos históricos de la antropología: sus fundamentos epistémicos y sus consecuencias políticas.

## Honores
La Asociación Filosófica del Caribe le otorgó póstumamente el premio Frantz Fanon Lifetime Achievement Award en el 2011 por "la originalidad de sus cuestionamientos en las ciencias humanas, especialmente la antropología y la historia, y su articulación de la importancia y los desafíos de Haití en las discusiones contemporáneas sobre la libertad y las recuperaciones del pasado".

## Trabajos seleccionados
- 1977, Ti difé boulé sou Istoua Ayiti. Nueva York: Koléksion Lakansièl.
- 1988, Campesinos y Capital: Dominica en la Economía Mundial. Prensa de la Universidad Johns Hopkins.
- 1990, Haití: Estado contra Nación. Los orígenes y el legado del duvalierismo. Prensa Revista Mensual.
- 1995, Silenciando el pasado: El poder y la producción de la Historia. Prensa de faro.
- 2003, Transformaciones globales: la antropología y el mundo moderno . Palgrave.